# Liberación (Paraguay)
Liberación  es una ciudad paraguaya del Departamento de San Pedro. Fue creado el 24 de junio de 2011. Cuenta con 19 100 habitantes, según datos oficiales del censo paraguayo de 2022. Sus principales actividades son la agroganadería y el comercio.

## Historia
El municipio de Liberación fue creado por Ley Nº 4.363/11, el 24 de junio de 2011, y se desprendió de los distritos de Choré y Guayaibí. Anteriormente la zona era conocida como Cruce Liberación y dependía administrativamente del distrito de Choré, aunque era disputada por el distrito de Guayaibí.
En la misma ley que creaba el nuevo municipio establecía que la Justicia Electoral debería convocar a elecciones municipales de acuerdo a la forma y plazos establecidos en las leyes correspondientes. Hasta tanto fueran electas las nuevas autoridades, la administración del municipio permanecería a cargo de los municipios de Choré y Guayaibí.
El área delimitada para el novel municipio especificaba por ley una superficie de 58 659 hectáreas con 4333 metros cuadrados.

## Geografía
Liberación se encuentra a unos 200 km de Asunción sobre la Ruta PY03. Limita al norte con Lima, Resquín y San Vicente Pancholo; al sur y al este con Guayaibí; y al oeste con Choré.

## Deportes
El distrito es representado por la Liga Social, Cultural y Deportiva Liberación, que compite en los torneos de la U.F.I. y por el Deportivo Liberación que compite en la División Intermedia de la A.P.F.